# Ley secreta
Una ley secreta es aquella norma legal, y por extensión cualquier norma jurídica vinculante, que intencionalmente no es pública. En algunas situaciones, particularmente en América Latina, cuando la norma aprobada requiere reserva, por referirse a temas de la defensa nacional o labores de inteligencia, se publica una separata de circulación restringida o reservada del periódico oficial. 
El término se ha empleado en referencia a algunas medidas contraterroristas tomadas por la administración Bush en los Estados Unidos luego de los atentados del 11 de septiembre de 2001 en dicho país; se ha acusado a la ley patriota de tener interpretaciones secretas.

## Situación por países

### Argentina
En abril de 2004, María Julia Alsogaray y otros funcionarios de la administración de Menem, declararon judicialmente (por presunto enriquecimiento ilícito) que se recibían sobresueldos amparándose en leyes secretas. Ya en mayo de ese año se presenta el primer proyecto en el Senado para que el PEN remita una copia de la ley secreta 18 302. Finalmente, el proyecto de ley de la entonces senadora y primera dama Cristina Fernández de Kirchner que resumía anteriores proyectos prohibiendo las leyes secretas, fue aprobado en el Senado. Sin embargo, una vez enviada a la Cámara de Diputados permaneció varios meses sin ser tratado.
El 11 de mayo de 2005, la jueza Clara María Do Pico del «Juzgado Nacional de 1ª instancia en lo contencioso administrativo federal nº 8» hace lugar a la demanda declarando inconstitucional el carácter secreto de la Ley 18 302, así como el “adjudicado a cualquier otra ley
vigente que no encuentre su causa en el "estado de necesidad" porque su público conocimiento ponga en riesgo la subsistencia de la República o la seguridad de lacomunidad”. El 4 de julio del año siguiente, en la apelación posterior se declaró que dichas leyes “son algo no querido pero necesario y debe ser aceptadas como tales”, revocando el anterior fallo.
El 16 de agosto de 2006 el proyecto finalmente fue sancionado, y una semana después promulgado y publicado como ley nacional 26 134 «Leyes secretas y reservadas», cuya principal acción es prohibir las leyes secretas y reservadas, y dar carácter público a las anteriores leyes sancionadas.